# Anno Dijkstra
Anno Dijkstra es un escultor neerlandés, nacido el año 1970 en la localidad de Sint Annaparochie.·

## Datos biográficos
Anno Dijkstra nació en la localidad neerlandesa de Sint Annaparochie en 1970, hace 55 años.
Participó en la muestra Madrid Abierto de 2008, con una escultura-instalación compuesta por una limusina negra, con el maletero lleno de frutas y una figura en bronce de un niño etíope, víctima de la hambruna de 1984.
También es el autor de la escultura Un último adiós- título original A last farewell -  que forma parte del proyecto Sokkelplan de La Haya, obra instalada en 2011.

## Obras
- Niño etíope, instalación en el Madrid abierto de 2008, Proposal Nr. 19 . Frutas, limusina Lincoln Town Car de color negro y figura en bronce de niño hambriento.[2]

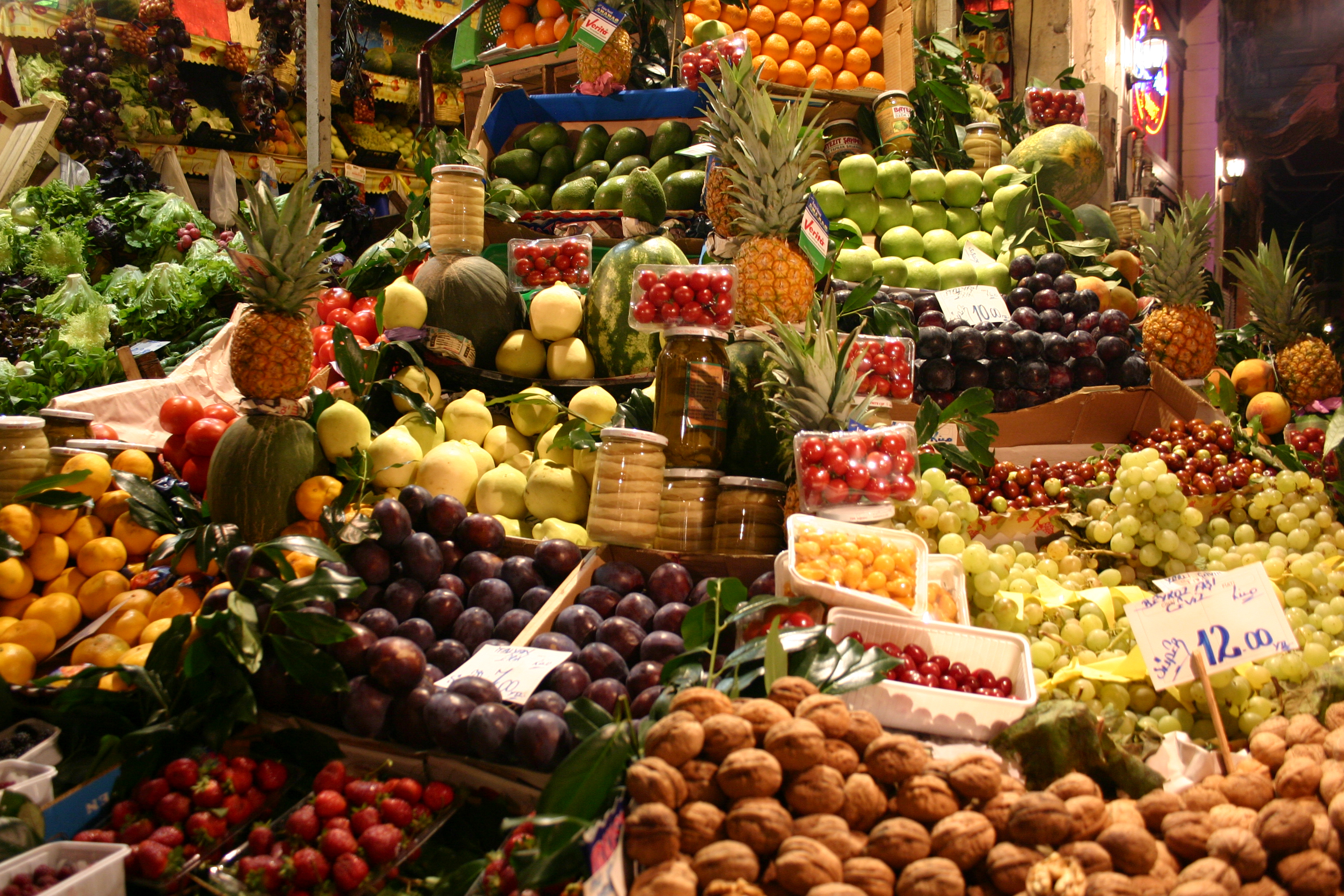
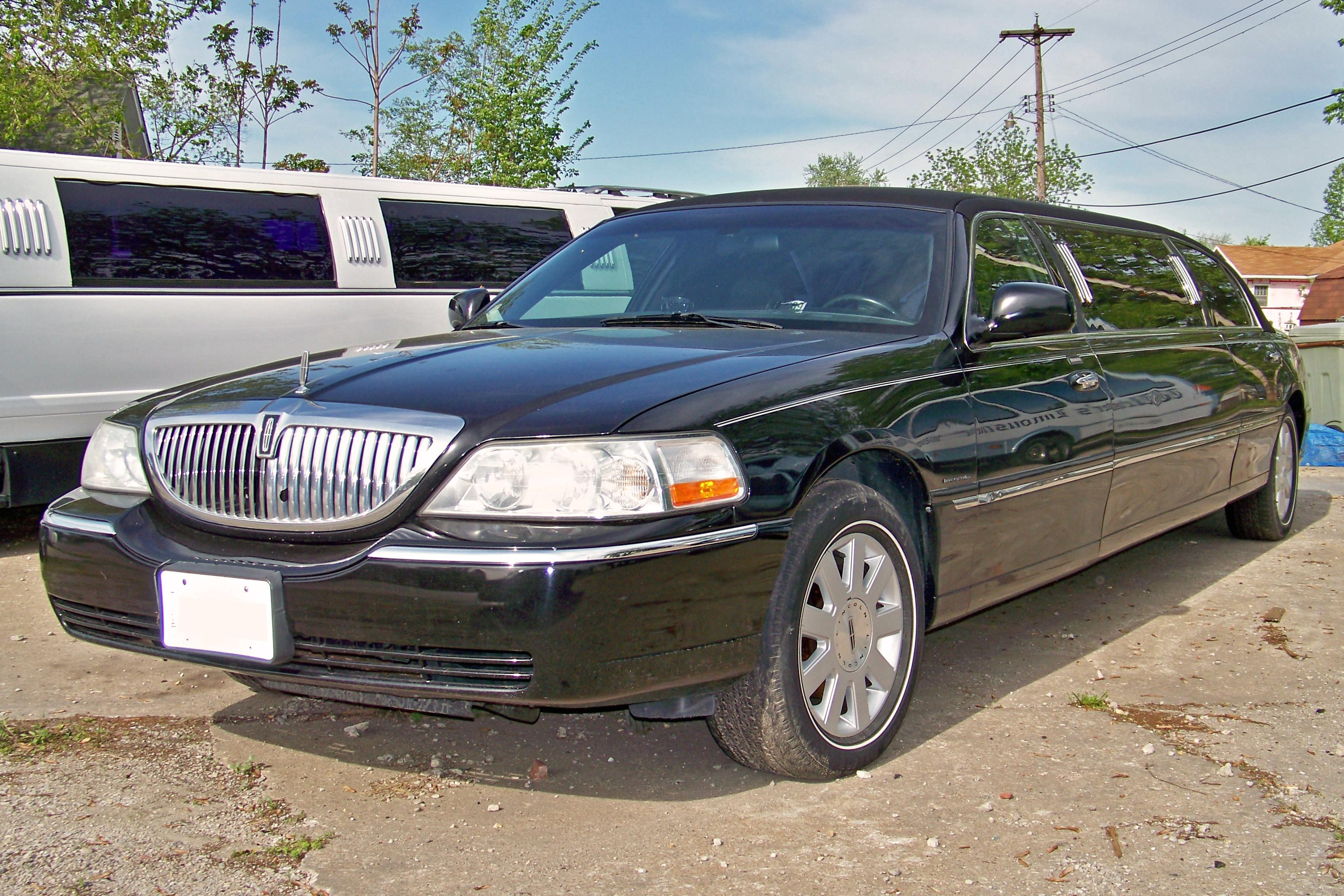
Pulsar para ampliar.
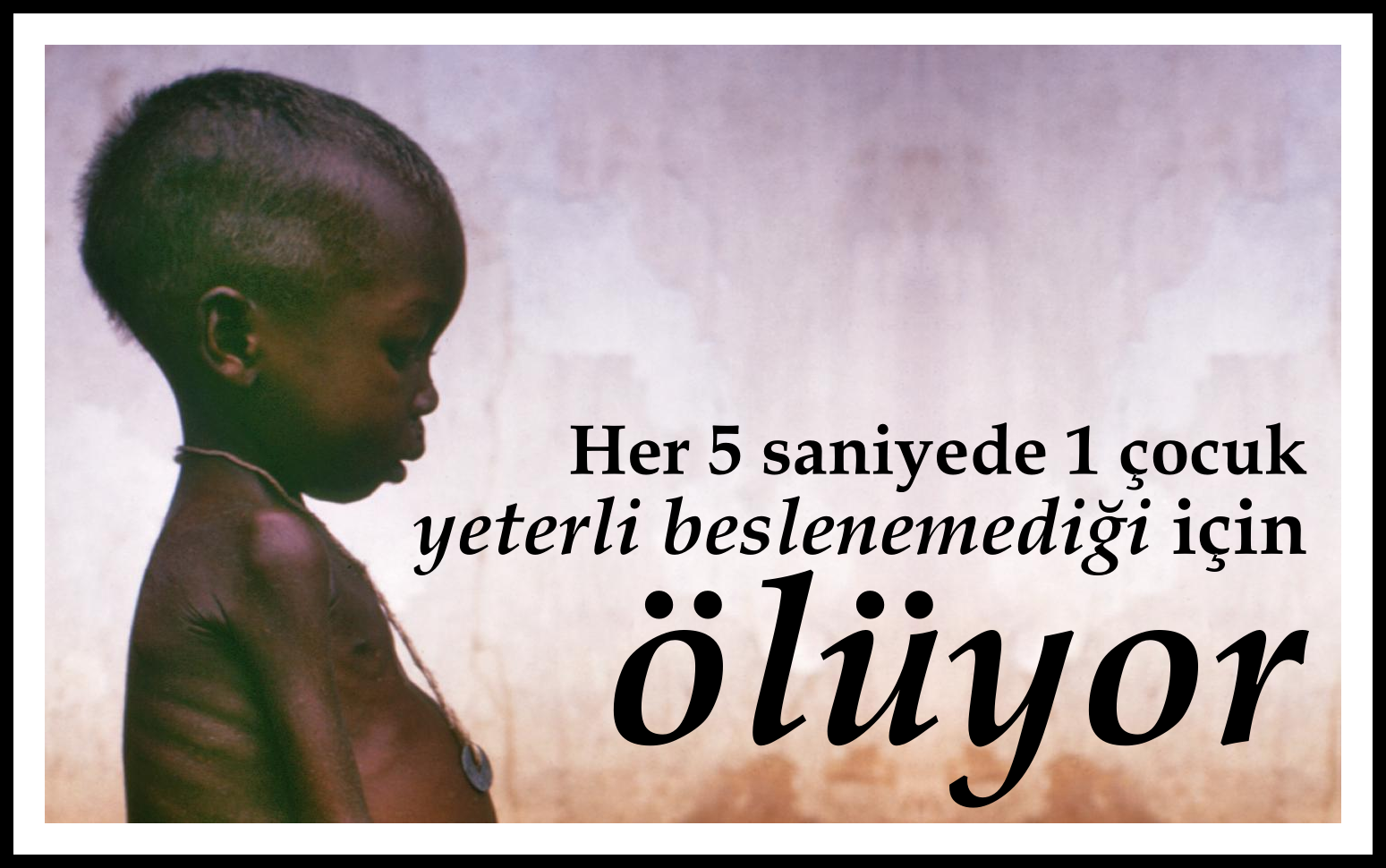

- A last farewell - Un último adiós (2011) , La Haya , dentro del proyecto Sokkelplan.[1] Retrata a un indio posando junto a una turista, por unas monedas.

52°4′41.52″N 4°18′51.67″E / 52.0782000, 4.3143528

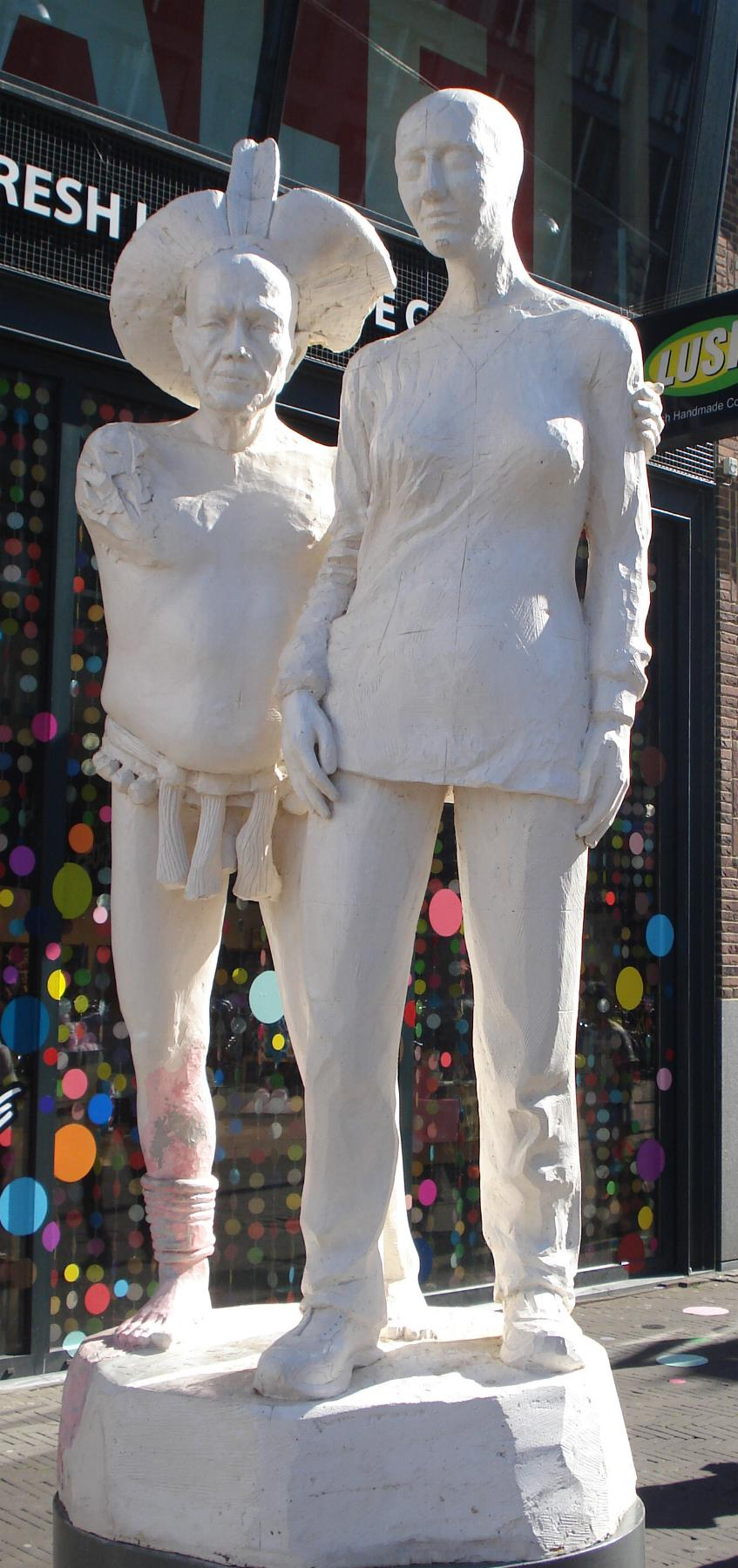
Pulsar para ampliar.

- Atomic cloud - nube atómica , Haarlem[3]